# 아미르 칸 (권투 선수)

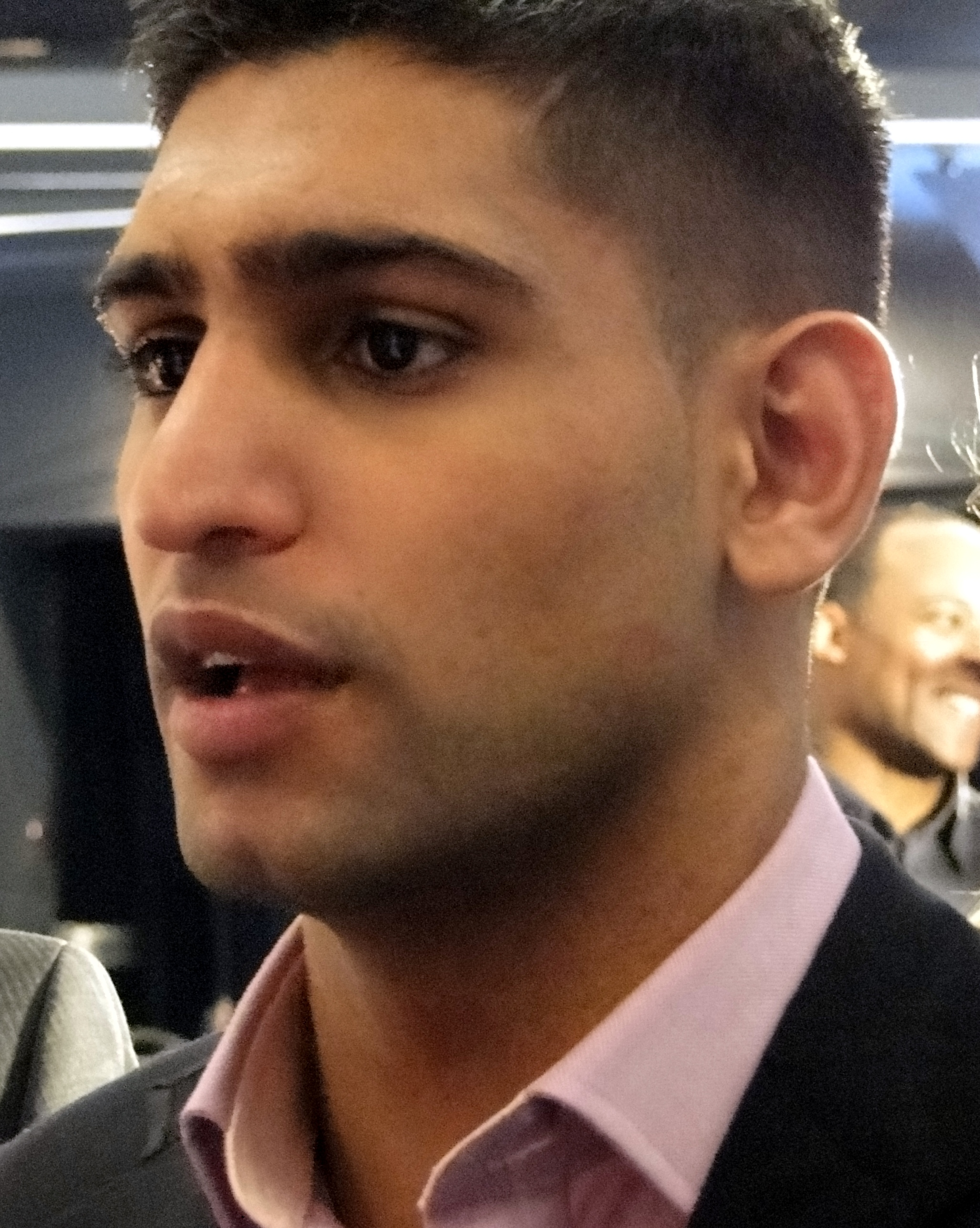
아미르 칸

아미르 이크발 칸(Amir Iqbal Khan, 1986년 12월 8일 ~ )은 잉글랜드의 권투 선수이다.